# Maria Nohra
Maria Nohra (født 8. februar 1991) er en svensk skuespillerinde, der er uddannet fra Stockholms Elementära Teaterskola. Hun har medvirket i adskillige tv-produktioner og har også en baggrund i både dans og boksning.

## Udvalgt filmografi
- Dips (tv-serie, 2018)
- Elsk mig (tv-serie, 2019)
- Inden vi dør (tv-serie, 2019)
- Sune – Best Man (2019)
- Honour (tv-serie, 2019-2021)
- Alice alene i verden (tv-serie, 2021)
- Beck (tv-serie, 2021-2022)
- Meningen med livet (tv-serie, 2022)
- Tak og undskyld (2023)
- Lassemajas detektivbureau: Maskotten der forsvandt (2024)
- Ronja Røverdatter (tv-serie, 2024)